# زبان باختری

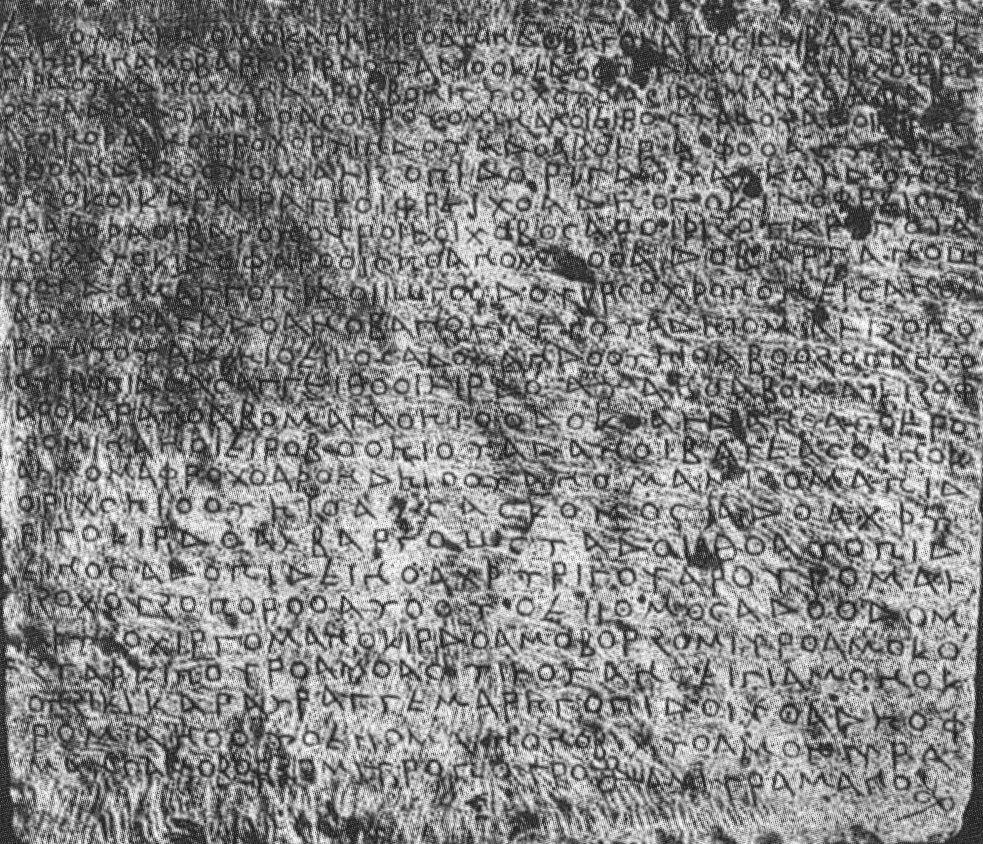
سنگ‌نبشته رباطک به زبان باختری، از دوران کانیشکا، امپراتور کوشانی. در کتیبه، زبانی که کتیبه به آن نوشته شده‌است تحت عنوان αριαο (ariao، «آریایی») ذکر شده‌است. پایگاه باستان‌شناسی سُرخ‌کوتَل در استان بغلان، سدهٔ دوم میلادی، موزیم ملی در کابل.

زبان بلخی یا باختری (یا آریائو، اریو)؛ زبانی از خانواده زبان‌های ایرانی بود که در سده‌های یکم تا نهم میلادی در سرزمین باستانی بلخ، پیش از گسترش زبان فارسی در شمال ایالت خراسان باستان (افغانستان کنونی) کنونی رایج بود. تا سال ۱۹۵۷ اثری از زبان بلخی در دست نبود. در این سال باستان‌شناسان فرانسوی کامیاب شدند نوشتاری را در سرخ کوتل (واقع در بغلان) از این زبان به دست آورند. این سنگ‌نبشته از زیارت است که به دستور کانیشکا (سال جلوس ۱۲۰ یا ۱۲۵میلادی) پادشاه بزرگ کوشانی ساخته شده‌است. این کتیبه با الفبای تخاری در ۲۵ سطر نوشته شده است. باختری ارتباط نزدیکی با سغدی و خوارزمی، نسبت به سکایی دارد.
زبان بلخی از زبان‌های ایرانی شرقی و از شاخهٔ شمال شرقی بود که مردم باختر (بلخ) یا تخارستان در دوره‌های کوشانیان و هپتالیان بدان سخن می‌گفتند. این زبان با زبان‌های ایرانی میانهٔ سغدی و خوارزمی پیوند نزدیکی دارد.
الفبای باختری بر اساس الفبای یونانی بوده‌است. علاوه بر ۲۴ حرف یونانی، باختری‌ها با تغییر دادن حرف رو (Ρ) یک حرف جدید به نام شو (Ϸ) نیز که نمایندهٔ صدای /ش/ بود به این الفبا اضافه کردند. دو حرف پسی (Ψ) و کسی (Ξ) در نوشتن زبان باختری بدون استفاده بودند، ولی احتمالاً برای نوشتن اعداد (همانگونه که در یونانی به کار می‌رود) به کار می‌رفتند.
زبان بلخی در ناحیه‌ای گویش می‌شده‌است که نخستین پارسی‌سرایان در تاریخ ادب پارسی از آنجا برخاسته بودند، بنابراین وجود وام‌واژه‌های بلخی در زبان فارسی طبیعی است (گرچه از بین زبان‌های ایرانی شرقی، زبان سغدی تأثیر بیشتری روی فارسی داشته‌است). واژه‌های فارسی «ملخ»، «خدیو»، «خزان»، «لهراسپ»، فعل «الفختن» (یا «الفغدن»)، و نیز احتمالاً واژهٔ «فلاخن» ازجمله وام‌واژه‌های بلخی در فارسی‌اند.
آثار باقی مانده از این زبان شامل سکه‌ها، مهرها، کتیبه‌ها و دست‌نوشته‌ها است. البته تمام سکه‌نوشته‌ها و نوشته‌های روی سر سکه‌ها را نمی‌توان نوشته‌هایی بلخی به شمار آورد. در دهه ۱۹۹۰ میلادی انبوهی از اسناد بلخی کشف شد که در میان آن‌ها بخش عمده‌ای از نامه‌های بلخی به واسطۀ ارائۀ آگاهی‌های تازه دربارهٔ این زبان از اهمیت چشمگیری برخوردارند. این نامه‌ها غالباً بر روی چرم و پارچه نوشته شده‌اند.